# 李產
李產（？—？），字子喬，五胡十六国時代后赵、前燕官员，范陽郡人。
李产自幼就性格剛毅，具有良好的品德和气節。永嘉之亂時，李产的同郡人豫州刺史祖逖，拥众于南土，力能自固，他于是前去投靠。後來大興四年（321年）十月，祖逖去世，由弟弟祖約继任，但他无法安抚部众，人心離散。李产见祖約之志与祖逖不同，对親族说：“我因北方动荡，所以远道而来此地，希望能保全宗族家人的平安。我看祖约心怀叵测，我肩负親族的性命，必须早为自己安排脱身之计，否则将陷入不义之地。你等不可因为眼前的利益而忘却长久之计。”他于是带着子弟十余人抄小路回到家鄉，在後趙擔任范陽郡太守。
永和六年（350年）二月，前燕慕容儁開始南征後趙，三月，慕容軍隊前锋到達范陽郡邊境，眾人都勸李產投降，李產一開始拒絕，说：“受人之禄，应当与其安危与共。现在如果放弃尊严只为自己，正义之士士会怎样看我？”想替后赵抵抗燕军，但被慕容儁打敗後，手下士兵却拒不听命上阵，李产被迫率所辖八县的县令投降前燕。慕容儁嘲讽他道：“卿受石氏恩宠，衣锦本乡，为何此时却无法立功，反而臣服于我？烈士在世上立命，应当这样吗？”李产流着泪道：“若真知道天命有归，不是微臣所能抗拒，但就是犬马为主人，也不忘效力，只是我孤穷势困，无法尽力，所以我希望以死来表明忠诚。”慕容儁大喜，对左右侍从说：“这才是真正的長者。”任命李产继续为范阳郡太守。其子李續也臣服于前燕。李产在前燕受重用，並在慕容儁政權擔任尚書，他为人刚正，喜欢直言。他在进见时，不乏议论朝政得失，同輩对他又敬又怕。慕容儁也很欣赏他的儒雅风范。由于他年事已高，无法处理复杂事务，强烈要求辞职。于是轉任太子太保。他对儿子李續说：“以我之才能到今天的地位，已经大大超过开始的愿望了，不可再以西夕之年（老人）取笑于今时。”最後李產向朝廷提出辭職回家，並在家中去世。其子李绩（李續）。